# Sidney Govou
Sidney Govou (wym. [sidnɛ ɡɔvu]; ur. 27 lipca 1979 w Le Puy-en-Velay) – francuski piłkarz pochodzenia benińskiego, skrzydłowy lub napastnik. Srebrny medalista MŚ 2006.

## Kariera klubowa
Od 1999 był zawodnikiem Lyonu, w Ligue 1 debiutował 15 stycznia 2000. Z Olympique był, nieprzerwanie od 2002 do 2008 roku, mistrzem Francji (7 tytułów).
W reprezentacji debiutował 21 sierpnia 2002 w meczu z Tunezją. W kadrze na MŚ 2006 zastąpił kontuzjowanego przed turniejem Djibrila Cissé, podczas finałów zagrał w 4 meczach, za każdym razem wchodząc na boisko z ławki rezerwowych. Brał także udział w Pucharze Konfederacji 2003, Euro 2004, Euro 2008 i Mundialu 2010.
| Sezon   | Klub                     | Kraj              | Rozgrywki      | Mecze | Bramki | Rozgrywki Europy                    | Mecze | Bramki |
| ------- | ------------------------ | ----------------- | -------------- | ----- | ------ | ----------------------------------- | ----- | ------ |
| 1999/00 | Olympique Lyon           | Francja           | Ligue 1        | 4     | 0      | –                                   | –     | –      |
| 2000/01 | Olympique Lyon           | Francja           | Ligue 1        | 28    | 5      | Liga Mistrzów UEFA                  | 8     | 2      |
| 2001/02 | Olympique Lyon           | Francja           | Ligue 1        | 29    | 10     | Liga Mistrzów UEFA Liga Europy UEFA | 6 3   | 2 1    |
| 2002/03 | Olympique Lyon           | Francja           | Ligue 1        | 29    | 7      | Liga Mistrzów UEFA Liga Europy UEFA | 4 1   | 2 0    |
| 2003/04 | Olympique Lyon           | Francja           | Ligue 1        | 26    | 3      | Liga Mistrzów UEFA                  | 9     | 0      |
| 2004/05 | Olympique Lyon           | Francja           | Ligue 1        | 36    | 8      | Liga Mistrzów UEFA                  | 9     | 0      |
| 2005/06 | Olympique Lyon           | Francja           | Ligue 1        | 35    | 5      | Liga Mistrzów UEFA                  | 7     | 1      |
| 2006/07 | Olympique Lyon           | Francja           | Ligue 1        | 28    | 1      | Liga Mistrzów UEFA                  | 5     | 0      |
| 2007/08 | Olympique Lyon           | Francja           | Ligue 1        | 32    | 7      | Liga Mistrzów UEFA                  | 8     | 1      |
| 2008/09 | Olympique Lyon           | Francja           | Ligue 1        | 15    | 1      | Liga Mistrzów UEFA                  | 4     | 1      |
| 2009/10 | Olympique Lyon           | Francja           | Ligue 1        | 30    | 2      | Liga Mistrzów UEFA                  | 11    | 1      |
| 2010/11 | Panathinaikos AO         | Grecja            | Alpha Ethniki  | 15    | 1      | Liga Mistrzów UEFA                  | 2     | 1      |
| 2011/12 | Evian Thonon Gaillard FC | Francja           | Ligue 1        | 18    | 1      | –                                   | –     | –      |
| 2012/13 | Evian Thonon Gaillard FC | Francja           | Ligue 1        | 18    | 0      | –                                   | –     | –      |
| 2013/14 | Évian Thonon Gaillard FC | Francja           | Ligue 1        | 0     | 0      | –                                   | –     | –      |
| 2013/14 | Monts d'Or Azergues Foot | Francja           | National 2     | 13    | 0      | –                                   | –     | –      |
| 2014/15 | Monts d'Or Azergues Foot | Francja           | National 2     | 15    | 0      | –                                   | –     | –      |
| 2015    | Miami City               | Stany Zjednoczone | USL League Two | 11    | 3      | –                                   | –     | –      |